# Royal Wilanów
Royal Wilanów – budynek biurowo-usługowy w Wilanowie, usytuowany przy ulicy Franciszka Klimczaka 1, w sąsiedztwie zespołu parków i ogrodów królewskich Pałacu Wilanowskiego oraz Miasteczka Wilanów.

## Opis
Royal Wilanów, należący do Capital Park SA, to czterokondygnacyjny biurowiec klasy A+ o powierzchni prawie 37 tys.m² przeznaczonej na biura zajmujące niemal 30 tys.m² i lokale handlowo-usługowe stanowiące ponad 7 tys.m² kompleksu. Autorem projektu jest pracownia architektoniczna JEMS Architekci. Generalnym Wykonawcą budynku była firma Erbud. Budowa Royal Wilanów trwała dwa lata, od sierpnia 2013 r. do sierpnia 2015 r.
Obok przestrzeni biurowej w obiekcie znajduje się część otwarta dla mieszkańców Wilanowa z punktami handlowo-usługowymi. Są to m.in. sklepy, punkty usługowe, restauracje, kawiarnie, fitness klub, centrum medyczne oraz supermarket. Na zewnątrz Royal Wilanów znajdują się dwa ogólnodostępne place z boiskami do buli, siatkówki, mini footballu i koszykówki, ścianka wspinaczkowa, siłownia miejska, trampoliny i stanowisko do gry w szachy terenowe.
Biurowiec posiada trzykondygnacyjny parking z 920 miejscami postojowymi oraz myjnię samochodową. Rowerzyści mogą korzystać ze 130 miejsc parkingowych dla rowerów zarówno przed budynkiem, jak i w zamykanych boksach w garażu podziemnym, szatni, samoobsługowych stacji naprawy rowerów czy stacji Veturilo w sąsiedztwie budynku.

## Rozwiązania ekologiczne
Royal Wilanów posiada certyfikat BREEAM International, Europe Commercial 2009 na poziomie VERY GOOD. Inwestycja otrzymała go m.in. za dogodny transport, alternatywne formy komunikacji, politykę zarządzania, oszczędność światła, dbałość o zdrowie pracowników.
Główne rozwiązania ekologiczne zastosowane w obiekcie to m.in.: zrównoważone zarządzanie procesem budowy, odpowiedni dobór materiałów i zarządzanie środowiskiem wewnętrznym, zapewnienie optymalnych warunków pracy dla użytkowników, kontrola zużycia wody oraz energii, efektywność energetyczna, zoptymalizowanie transportu i dojazdu oraz zachowanie ekologicznej wartości działki i zminimalizowanie długoterminowego wpływu na bioróżnorodność. Na dachu Royal Wilanów istnieje pasieka składająca się z 5 uli. Na drzewach wokół Royal Wilanów zamontowano budki dla ptaków.

## Nagrody
- Nagroda w kategorii Best City Space przyznana przez jury konkursu Construction Investment Journal (CIJ) Awards, listopad 2017.[5]
- Pierwsze miejsce w 2016 r. w konkursie „Obiekt Roku w systemach Aluprof”[6].
- Trzecie miejsce w kategorii „Przestrzeń Publiczna Roku” Eurobuilds Award 2016.[7]
- Wyróżnienie w konkursie Polskiego Stowarzyszenia Budownictwa Ekologicznego w kategorii „Najlepszy zrealizowany certyfikowany budynek ekologiczny w 2016 r.[8]